# Fender Bronco
 Ovo je glavno značenje pojma Fender Bronco. Za cijevno gitarsko pojačalo pogledajte Fender Bronco (pojačalo).
Fender Bronco je model električne gitare koju je Fender proizvodio od sredine 1967. – 1981. godine. Model je dizajniran tako da se sastojao od tijela i vrata modela Mustang, s time da je Bronco model zamišljen i proizveden samo s jednim elektromagnetom. Za razliku od ostalih varijanti Mustang gitari s dužinom skale 571,5mm, Bronco model je bio dostupan samo s nešto dužoj 609,6mm skali, vratu s 22 praga izrađenom od javora, i keramičkim oznakama tonova na hvataljci vrata. Od Mustang modela razlikaju se i po nešto drugačijem dizajnu tremolo mehanizma.

Dizajn tremolo mehanizma je jedinstveni četvrti po redu uradak kojeg je Leo Fender dizajnirao, i ugradio samo u Bronco model gitaru. Ovakav dizajn tremola polučio je određene nedostatke, i kod gitarista nije bio popularan. Ponekad neslužbeno je nazivan "Fenderov čelični vibrato", ili "Bronco trem". U izvornoj zamisli Fender Bronco je trebao zamijeniti model Musicmaster. Na tržištu se prvotno pojavio kao predstavnik student modela gitare, koja je bila dostupna i u paketu s Fender Bronco pojačalom. Ovakav način proizvodnje, i prodaje, u Fenderu je bila praksa još od 1964. godine.

Model Bronco prepoznatljiv je i po nakošenom elektromagnetu na poziciji bliže mostu (za razliku od Musicmastera kojemu je elektromagnet bliži vratu gitare), ili u odnosu na modele Mustang i Duo-Sonic s konfiguracijom od dva elektromagneta.

Bronco gitara je obično dizajnirana s hvataljkom od palisandera i u tamno crvenoj završnici, ali kasniji modeli bili su dostupni i u: crnoj, bijeloj, i paleti crvene (dakota i vina) boje. Modelu Bronco kao i modelima Musicmaster i Mustang proizvodnja je 1981. godine prekinuta, ali je s prestankom te ere pokrenuta nova Fender Lead serija, a općenito naziv Bronco dalje je nastavio živjeti u Squier brandu kroz model Fender Bronco Bass.   

## Vanjske poveznice
- "Fender Bronco"  Arhivirana inačica izvorne stranice od 4. veljače 2012. (Wayback Machine) na "Jasonovoj Mustang i Bronco stranici  Arhivirana inačica izvorne stranice od 4. veljače 2012. (Wayback Machine)
- "Fender Bronco - slike"  Arhivirana inačica izvorne stranice od 4. veljače 2012. (Wayback Machine)